# Liste der Baudenkmale in Brandenburg an der Havel (Außenbereiche)
Die Liste der Baudenkmale in Brandenburg an der Havel (Außenbezirke) führt alle Baudenkmale in den Außenbezirken des Stadtgebiets von Brandenburg an der Havel auf. Grundlage ist die Veröffentlichung der Landesdenkmalliste mit dem Stand vom 31. Dezember 2020.
Die Baudenkmale in den Stadtteilen Dominsel, Altstadt und Neustadt sind in der Liste der Baudenkmale in Brandenburg an der Havel enthalten. Die Baudenkmale in den eingemeindeten Orten befinden sich in der Liste der Baudenkmale in Brandenburg an der Havel (Eingemeindete Orte). Die Bodendenkmale sind in der Liste der Bodendenkmale in Brandenburg an der Havel angegeben.

## Baudenkmale
In den Spalten befinden sich folgende Informationen:
- ID-Nr.: Die Nummer wird vom Brandenburgischen Landesamt für Denkmalpflege vergeben. Ein Link hinter der Nummer führt zum Eintrag über das Denkmal in der Denkmaldatenbank. In dieser Spalte kann sich zusätzlich das Wort Wikidata befinden, der entsprechende Link führt zu Angaben zu diesem Denkmal bei Wikidata.
- Lage: die Adresse des Denkmales und die geographischen Koordinaten. Link zu einem Kartenansichtstool, um Koordinaten zu setzen. In der Kartenansicht sind Denkmale ohne Koordinaten mit einem roten beziehungsweise orangen Marker dargestellt und können in der Karte gesetzt werden. Denkmale ohne Bild sind mit einem blauen bzw. roten Marker gekennzeichnet, Denkmale mit Bild mit einem grünen beziehungsweise orangen Marker.
- Bezeichnung: Bezeichnung in den offiziellen Listen des Brandenburgischen Landesamtes für Denkmalpflege. Ein Link hinter der Bezeichnung führt zum Wikipedia-Artikel über das Denkmal.
- Beschreibung: die Beschreibung des Denkmales
- Bild: ein Bild des Denkmales und gegebenenfalls einen Link zu weiteren Fotos des Baudenkmals im Medienarchiv Wikimedia Commons

### Bahnhofsvorstadt, Potsdamer Vorstadt, vor dem Steintor
| ID-Nr.   | Lage                                                                           | Bezeichnung | Beschreibung | Bild                                                                                                   |
| -------- | ------------------------------------------------------------------------------ | --- | --- | --- |
| 09145553 | Alte Potsdamer Straße (Lage)                                                   | Allee mit Pflasterung | Die Straße ist Teil der früheren Straßenverbindung nach Lehnin, Potsdam und Belzig, letzter Straßenausbau um 1900 als Lindenallee mit Kleinsteinpflasterung aus Basalt und Porphyr, zum Teil auch Großsteinpflaster. Die Straße war im Mittelalter eine Verbindung zum Kloster Lehnin. Bis 1804 wurde die Straße gepflastert, dabei wurde auch die vierreihige Lindenallee erneuert. | Allee mit Pflasterung                                                                                  |
| 09145638 | Am Güterbahnhof (Lage)                                                         | Wasserturm | Der Wasserturm befindet sich auf dem Güterbahnhof. Er wurde um 1935 bis 1940 erbaut. Der Wasserturm hat einen rechteckigen Grundriss mit neun Geschossen. In den unteren sieben Geschossen befinden sich Büroräume, der Wasserbehälter und die Leitung in den beiden oberen Geschossen. Diese Aufteilung zeigt sich auch in der Fassade, die oberen beiden Geschosse sind mit Betonrippen gekennzeichnet, die unteren Geschosse haben eine glatte Fassade mit Rechteckfenstern. | Wasserturm                                                                                             |
| 09145639 | Am Hauptbahnhof (Lage)                                                         | Gedenktafel für die 1944 hingerichteten französischen Eisenbahner, am Empfangsgebäude | Die Gedenktafel befindet sich am seitlichen Hauptportal des Bahnhofes. Im Jahre 1962 wurde die Tafel hier angebracht. Sie gedenkt an elf, am 13. September 1944 hingerichtete, französische Eisenbahner, die hier namentlich genannt sind. | Gedenktafel für die 1944 hingerichteten französischen Eisenbahner, am Empfangsgebäude                  |
| 09145640 | Am Jakobsgraben (Lage)                                                         | Brücke über den Jakobsgraben | Die Brücke über den Jakobsgraben wurde von 1926 bis 1927 errichtet. | Brücke über den Jakobsgraben                                                                           |
| 09145014 | Am Jakobsgraben 1–8, Hausmannstraße 18, 19, 20, 78 (Lage)                      | Wohnanlage | | Wohnanlage                                                                                             |
| 09145161 | An der Stadtschleuse 6 (Lage)                                                  | Villa | Die Villa wurde 1884 für den Segelmacher Oskar Stern erbaut. Es ist ein eingeschossiger Bau mit einem Mezzaningeschoss und einem Walmdach. An der Nord- und an der Ostseite befinden sich Risalite über zwei Geschosse. | Villa                                                                                                  |
| 09145162 | An der Stadtschleuse 9 (Lage)                                                  | Villa | | Villa                                                                                                  |
| 09145068 | Bauhofstraße 1 (Lage)                                                          | Straßenseitige Außenmauer einer Lagerhalle | | Straßenseitige Außenmauer einer Lagerhalle                                                             |
| 09145035 | Bauhofstraße 4 (Lage)                                                          | Straßenbahnhalle und Elektrizitätswerk | | Straßenbahnhalle und Elektrizitätswerk                                                                 |
| 09145012 | Flutstraße 5 / Hausmannstraße (Lage)                                           | Mietwohnhaus mit Einfriedungsmauer | Das Wohnhaus wurde 1901 laut einer Inschrift im Giebel erbaut. Es liegt auf einem spitzwinkligen Grundstück an der Ecke zur Hausmannstraße. Die Stuckfassade ist im Stil des Historismus gehalten, dabei werden auch Elemente der Gotik und der Renaissance verwendet. So befinden sich über den Fenstern mit Masken und Ranken verzierte Tympana. Über der Ecke befindet sich ein Giebel im Stil der Renaissance. | Mietwohnhaus mit Einfriedungsmauer                                                                     |
| 09145200 | Geschwister-Scholl-Straße (Lage)                                               | Jüdischer Friedhof mit Grabdenkmälern und Gedenksteinen | | weitere Bilder                                                                                         |
| 09145024 | Geschwister-Scholl-Straße 3–5, 10–13, 34, Kirchhofstraße 3–7, 17, 39–42 (Lage) | Brennabor-Werke | Die Brennabor-Werke sind 1871 aus den Werkstätten der Gebrüder Reichstein entstanden. Diese stellten handgeflochtene Korbwagen her, damit wurden sie zum größten Kinderwagenhersteller Europas. Ab den 1880er Jahren wurden Fahrräder hergestellt, ab 1903 Motorräder und ab 1908 Autos. 1914 arbeiteten hier 3500 Arbeiter. Im Jahre 1931 wurde die Produktion stillgelegt. | Brennabor-Werke                                                                                        |
| 09145656 | Geschwister-Scholl-Straße 37 (Lage)                                            | Mietwohnhaus | Das Haus wurde Anfang des 20. Jahrhunderts erbaut. Es ist ein dreigeschossiges Haus mit einem Berliner Dach. Die Fassade ist asymmetrisch gegliedert mit einem über die beiden oberen Geschosse reichenden Erker. Am Erker und auf den Brüstungsfeldern befindet sich Fassadenschmuck im Jugendstil. Die Fenster haben je nach Geschoss unterschiedliche Verdachungen. | Mietwohnhaus                                                                                           |
| 09145657 | Geschwister-Scholl-Straße 40 (Lage)                                            | Wohnhaus | Das Haus wurde 1900 erbaut. Es ist ein zweigeschossiges, traufständiges Haus mit einem Satteldach. 1945 wurde das Innere zerstört, die Fassade blieb erhalten. Das Haus hat fünf Achsen, in der Mitte befindet sich eine Toreinfahrt in einem Risalit. Die Fassade ist in neoromanischen Formen gehalten. Über dem Risalit befindet sich ein Dreiecksgiebel mit der Jahreszahl 1900. | Wohnhaus                                                                                               |
| 09145011 | Große Gartenstraße 38 (Lage)                                                   | Wohn- und Geschäftshaus | | Wohn- und Geschäftshaus                                                                                |
| 09145574 | Große Gartenstraße 39 (Lage)                                                   | Wohnhaus | | Wohnhaus                                                                                               |
| 09145626 | Hausmannstraße 1 (Lage)                                                        | Mietwohnhaus (Fassade und Dach) | Das Wohnhaus wurde von 1900 bis 1901 im Stil des späten Historismus erbaut. Es ist ein traufständiges, viergeschossiges Haus mit sieben Achsen, der Eingang befindet sich in der mittleren Achse. Die Fassade ist noch original erhalten. Sie zeigt florale und historisierende Elemente. Ebenso sind Fenster und Tür noch erhalten. | Mietwohnhaus (Fassade und Dach)                                                                        |
| 09145666 | Hoher Steg 3 (Lage)                                                            | Wohnhaus | Das Haus am Jakobsgraben wurde im späten 19. Jahrhundert erbaut. Es ist ein zweigeschossiger, traufständiger und verputzter Ziegelbau mit einem Drempelgeschoss. Das Dach ist ein flaches Satteldach. An den vier Ecken befinden sich Schornsteine, die das Dach überragen. Sie wirken wie Ecklisenen. Das Haus hat fünf Achsen, in der Mitte zur Straßenseite befindet sich der Eingang, davor ist eine Freitreppe. | Wohnhaus                                                                                               |
| 09145020 | Jacobstraße 7 (Lage)                                                           | Wohnhaus | | Wohnhaus                                                                                               |
| 09145018 | Jacobstraße 14 (Lage)                                                          | Wohnhaus | | Wohnhaus                                                                                               |
| 09145584 | Kirchhofstraße (Lage)                                                          | Neustädtischer Friedhof: Gärtnerische Gesamtanlage und Einfriedung sowie Friedhofskapelle und Einfassung der Grabstellen und Grabmäler des 18. bis 20. Jahrhunderts (siehe Unterlagen BLDAM) | Der Friedhof wurde um 1740 angelegt. Er war Ersatz für die aufgegebenen Kirchhöfe St. Katharinen und St. Pauli. Der trapezförmige Grundriss wird durch einen Hauptweg in zwei Felder geteilt. Die Friedhofskapelle wurde 1908 von Walter Sackur erbaut, sie liegt westlich des Hauptweges. Vor dem Eingang befindet sich eine Vorhalle mit vier Doppelsäulen. Der Kapellenraum ist rechteckig und mit einer Holztonne bedeckt. Unter diesem Raum befindet sich der Leichenkeller. die Ausstattung mit Empore und Gestühl aus der Bauzeit ist erhalten. An der nördlichen Friedhofsmauer befinden sich die wertvollen Grabstätten. | weitere Bilder                                                                                         |
| 09145022 | Kirchhofstraße 10, 11, 12 (Lage)                                               | Mietwohnhäuser | Die Arbeiterwohnhäuser wurden in den 1890er Jahren gebaut. Es sind drei viergeschossige Häuser mit jeweils acht Achsen. Die Fassade ist einheitlich gegliedert, daher können diese Häuser als eine Einheit betrachtet werden. Sie ist aus rotem Ziegel, wobei das Erdgeschoss mit Streifen geschmückt ist. | Mietwohnhäuser                                                                                         |
| 09145023 | Kirchhofstraße 14a–b, 15a–b (Lage)                                             | Königliches Proviantamt, östliches und westliches Speichergebäude, Kontorgebäude und Einfriedungsmauer                                                                                       | Das königliche Proviantamt wurde um 1860/1870 erbaut. Das Gebäude liegt direkt am Brandenburger Stadtkanal, einem Schleusenkanal, die Speicher wurden aus roten Ziegeln aus Rathenow erstellt. Der östliche Speicher ist fünfgeschossig, fünfachsig und hat ein Walmdach. Das westliche Gebäude ist dreigeschossig mit einem Krüppelwalmdach. Beide Gebäude haben zur Hofseite ein Mittelrisalit. Zu dem Amt gehört noch ein Kontorgebäude, dieses liegt an der Kirchhofstraße zusammen mit der Umfassungsmauer. | Königliches Proviantamt, östliches und westliches Speichergebäude, Kontorgebäude und Einfriedungsmauer |
| 09145772 | Kirchhofstraße 17 (Lage)                                                       | Verwaltungsgebäude der Brennabor-Werke | Die Brennabor-Werke waren auf beiden Seiten der Geschwister-Scholl-Straße (ehem. Carl-Reichstein-Straße) und deren Seitenstraßen verteilt. | Verwaltungsgebäude der Brennabor-Werke                                                                 |
| 09145002 | Kleine Gartenstraße 15 (Lage)                                                  | Wohnhaus | Das Wohnhaus wurde um 1860 bis 1870 erbaut, es ist damit eins der ältesten Häuser der Bahnhofsvorstadt. Es ist ein zweigeschossiges, traufständiges Haus mit einem Satteldach. Das Haus hat vier Achsen, der Eingang befindet sich in der rechten Achse. Vor der Haustür befinden sich einige Stufen. Die Fassade ist gegliedert im spätklassizistischen Stil. Sie zeigt in je nach Geschoss in unterschiedlicher Stärke eine Putzstreifung. | Wohnhaus                                                                                               |
| 09145001 | Kleine Gartenstraße 41 (Lage)                                                  | Kaiserin-Augusta-Heim | Das ehemalige Augustaheim wurde 1898 oder 1899 erbaut. 1925 wurde die Schule erweitert. Ab 1949 befand sich hier die Medizinische Fachschule. Es ist ein dreigeschossiger, traufständiger Ziegelbau mit einem Satteldach. | Kaiserin-Augusta-Heim                                                                                  |
| 09145003 | Kleine Gartenstraße 42 (Lage)                                                  | Friedrich-Eberhardt-von-Rochow-Schule | | Friedrich-Eberhardt-von-Rochow-Schule                                                                  |
| 09145004 | Kleine Gartenstraße 49 (Lage)                                                  | Wohnhaus | | Wohnhaus                                                                                               |
| 09145005 | Mittelstraße 1 (Lage)                                                          | Wohnhaus | | Wohnhaus                                                                                               |
| 09145006 | Mittelstraße 3 (Lage)                                                          | Wohnhaus | | Wohnhaus                                                                                               |
| 09145007 | Mittelstraße 4 (Lage)                                                          | Wohnhaus | Das Haus wurde 1874 erbaut. Es ist ein zweigeschossiger, traufständiger Putzbau mit einem Satteldach. Die Fassade ist spätklassizistisch. Das Haus hat vier Achsen, in der rechten befindet sich der Eingang. | Wohnhaus                                                                                               |
| 09145008 | Mittelstraße 5 (Lage)                                                          | Wohnhaus | | Wohnhaus                                                                                               |
| 09145009 | Mittelstraße 6 (Lage)                                                          | Wohnhaus | | Wohnhaus                                                                                               |
| 09145010 | Mittelstraße 7 / Kleine Gartenstraße (Lage)                                    | Wohnhaus | | Wohnhaus                                                                                               |
| 09145475 | Potsdamer Straße 2 (Lage)                                                      | Villa Gustav Kehrl und Gartenpavillon | Die Villa wurde 1907 nach einem Entwurf von Paul Schultze-Naumburg im Heimatstil erbaut. Bauherr war der Fabrikant Gustav Kehrl. Das Haus ist ein eingeschossiger Putzbau mit einem Mansardwalmdach. Das Dach zeigt Zwerchgiebel, Fledermausgauben und stehende Gauben. Zum Kanal hin sieht man einen zweigeschossigen Mittelrisalit mit einem Giebel und Pilastern. An der Potsdamer Straße befindet sich ein Zwerchgiebel mit geschwungenen Formen. Die Innenräume sind mit Intarsienarbeiten geschmückt. | Villa Gustav Kehrl und Gartenpavillon                                                                  |
| 09145598 | Potsdamer Straße 21 (Lage)                                                     | Mietwohnhaus | Das Mietwohnhaus wurde um 1900 erbaut. Es ist ein dreigeschossiger Bau mit einem Mansarddach. Die Fassade ist geprägt von einem runden Eckturm mit einem Pyramidendach und einem Risalit mit einem das Dach überragenden Krüppelwalmdach. Das obere Geschoss zeigt ein Schaufachwerk, darunter befinden sich zwei Balkone. Fast alle Fenster und Türen sind rundbogig. | Mietwohnhaus                                                                                           |
| 09145541 | Trauerberg 12a (Lage)                                                          | Mietwohnhaus | | Mietwohnhaus                                                                                           |
| 09145696 | Trauerberg 13 (Lage)                                                           | Mietwohnhaus | | Mietwohnhaus                                                                                           |
| 09145697 | Trauerberg 30 (Lage)                                                           | Mietwohnhaus | | Mietwohnhaus                                                                                           |
| 09145013 | Werderstraße 11 / Hausmannstraße (Lage)                                        | Wohnhaus | | Wohnhaus                                                                                               |
| 09145015 | Wredowplatz (Lage)                                                             | Jakobskapelle | Ehemalige Kapelle des Jakobshospitals; Backsteinbau um 1320; oktogonaler Westturm; 1892 um 11 m nach Westen versetzt. | weitere Bilder                                                                                         |
| 09145016 | Wredowplatz 1 (Lage)                                                           | Wredowsche Zeichenschule | zwei Geschosse, fünf Fensterachsen; erbaut 1877; Stiftung des Bildhauers August Wredow | Wredowsche Zeichenschule                                                                               |
| 09145017 | Wredowplatz 2 (Lage)                                                           | Bürgerschule (ehemalige Goetheschule) | Ziegelbau, 3 Geschosse, 7 Fensterachsen; errichtet 1893 als Bürgerschule | Bürgerschule (ehemalige Goetheschule)                                                                  |
| 09145878 | Wredowstraße 10 (Lage)                                                         | Fabrikanlage (Kondor-Fahrrad-Werke/Waffelfabrik) | | weitere Bilder                                                                                         |

### Wilhelmsdorfer Vorstadt
| ID-Nr.   | Lage | Bezeichnung | Beschreibung | Bild                                                            |
| -------- | --- | --- | --- | --------------------------------------------------------------- |
| 09145607 | Am Turnerheim 17a (Lage) | Turnerheim | Das Turnerheim wurde im Jahr 1911 erbaut. Bauherr war der Brandenburger Arbeiter-Turnverein. Ab 1913 fanden hier Feiern zum 1. Mai statt. Das Turnheim war aber auch Ausflugslokal und ein Ort für Veranstaltungen der Siedlung Eigene Scholle. Ursprünglich war das Turnerheim eine Baracke. Diese wurde 1969 renoviert, dabei blieb nur ein Teil des Baues ursprünglich erhalten. An der Giebelseite dieses Teil des Baues befindet sich ein Zierfachwerk und gesproßenen Fenster. | weitere Bilder                                                  |
| 09145029 | Franz-Ziegler-Straße 12, 12a, 13, 13a, Jahnstraße 55, 56 (Lage) | Wohnanlage | Die Wohnanlage wurde 1928 fertiggestellt. Es sind viergeschossige Bauten mit Satteldächern. Die Dächer sind teilweise abgewalmt. Die Fassade zeigt im Erdgeschoss Zichtsiegel, die anderen Stockwerke sind verputzt. Außerdem ist die Fassade mit horizontale Ziegelsimse gegliedert. An der Ecke Franz-Ziegler-Straße und Jahnstraße befindet sich eine Rasenfläche. | Wohnanlage                                                      |
| 09145041 | Franz-Ziegler-Straße 28 (Lage) | Feuerwehr und städtischer Fuhrpark | Erbaut wurde das Gebäude im Jahre 1929, der Entwurf stammte von Stadtbaumeister Karl Erbs. Die Anlage besteht aus einem zweigeschossigen Gebäude mit einem Turm und rechts und links zwei Garagentrakte. Die Gebäude bilden einen Halbkreis. Das Hauptgebäude wurde aus Ziegel erbaut und hat ein flachen Daches. Der Turm ist in den unteren Geschossen als Risalit eingebunden, die drei weiteren Geschosse stehen frei. Die Garagen haben je zehn Tore, die Tore sind fast alle inzwischen erneuert. | Feuerwehr und städtischer Fuhrpark                              |
| 09145757 | Franz-Ziegler-Straße 28a (Lage) | Wohn- und Verwaltungsgebäude des städtischen Bau- und Lagerhofs | Das Gebäude wurde 1924 nach einem Entwurf von Moritz Wolf erbaut. Es ist ein zweigeschossiger, giebelständiger Bau mit einem Satteldach. Die Giebel sind abgetreppt. An der nördlichen Seite befindet sich der Eingang, rechts vom Eingang ist ein Erker. | Wohn- und Verwaltungsgebäude des städtischen Bau- und Lagerhofs |
| 09145040 | Franz-Ziegler-Straße 29 (Lage) | von Saldern-Gymnasium (ehemalige Franz-Ziegler-Schule) | Die ehemalige Franz-Ziegler-Schule ist das heutige von Saldern-Gymnasium. Erbaut wurde das Gebäude für die 3. und 4. Gemeindeschule von 1906 bis 1908. Die 3. Gemeindeschule hieß ab 1918 Jahnschule, die 4. Gemeindeschule hieß ebenfalls ab 1918 Kaiser-Friedrich-Schule. Beide Schulen wurden 1922 in Franz-Ziegler-Schule umbenannt. Seit dem 29. September heißt die Schule Von Saldern-Gymnasium Europaschule. Das dreigeschossige Gebäude hat drei Flügel und wurde aus roten Ziegeln errichtet. Die Gestaltung des Gebäudes mit Risaliten und Auf- und vorbauten erinnern an einem Palast nicht wie frühere Bauten an eine Kaserne. | von Saldern-Gymnasium (ehemalige Franz-Ziegler-Schule)          |
| 09145653 | Franz-Ziegler-Straße 29c (Lage) | Gedenktafel für Wilhelm Bahms und Otto Ganzer | Die Inschrift der Tafel lautet: „HIER WOHNTEN / DIE VON DEN FASCHISTEN / ERMORDETEN / WIDERSTANDSKÄMPFER / WILHELM BAHMS / GEB. 7.9.1880 / ERMORDET / IN SACHSENHAUSEN 1945 / OTTO GANZER / GEB. 16.9.1893 / ERMORDET / IM KZ BRANDENBURG 1933 / VERGESST ES NIE“ | Gedenktafel für Wilhelm Bahms und Otto Ganzer                   |
| 09145032 | Franz-Ziegler-Straße 29c–d, 30–36, 36a, 37–41, Otto-Sidow-Straße 11–17 (ungerade), Wilhelmsdorfer Straße 24, 25 (Lage)                                                    | Wohnanlage | Die Mietwohnanlage wurde von 1926 bis 1929 nach einem Entwurf von Moritz Wolf, Stadtbaurat, erbaut. Bauherr war der Bau- und Sparverein. Es sind viergeschossige Häuser mit Walmdächern. Hinter den Häusern befinden sich begrünte Hofanlagen und Kleingärten. Die Fassade ist geprägt von dreieckigen Erkern und Balkonen, auf dem Dach befinden sich dreieckige Gauben. | Wohnanlage                                                      |
| 09145033 | Jahnstraße 1 (Lage) | Mietwohnhaus und Baptistenkirche | Das Haus wurde 1901 nach Plänen von Ernst Künstler erbaut. Die Kirche befindet sich im Hof, in der Weimarer Republik war es eine Baptistenkirche, heute ist es eine Kirche der evangelischen-freikirchlichen Gemeinde. Die Kirche wurde wohl in den 1920er Jahren erbaut. Bei dem Wohnhaus handelt es sich um ein viergeschossiges Haus mit sieben Achsen und einem Berliner Dach. Die Fassade ist gegliedert durch Sandsteine. Die seitlichen Achsen sind etwas breiter und haben Balkone mit Gittern. Der Eingang befindet sich der rechten Achse.                                                                                        | Mietwohnhaus und Baptistenkirche                                |
| 09145576 | Jahnstraße 16 (Lage) | Mietwohnhaus | Das Mietwohnhaus wurde 1911 erbaut. Es ist ein viergeschossiger Bau mit einem Satteldach. Von den fünf Achsen sind die drei mittleren risalitartig hervorgehoben, über diesen Achsen befindet sich ein Giebel. In der mittleren Achse befindet sich im ersten und zweiten Geschoss ein Erker. Im Inneren sind das Treppengeländer und die Wohnungstüren aus der Bauzeit erhalten. | Mietwohnhaus                                                    |
| 09145164 | Maerckerstraße 1–9, Baebenrothufer 1–6, Meyerstraße 1–4, 25–27, Reimerstraße 1–14, Wilhelmsdorfer Landstraße 32 (Lage)                                                    | Wohnanlage | Die Wohnanlage wurde von 1929 bis 1930 erbaut, der Bauherr war die Märkische Wohnungsbau GmbH. Der Entwurf der Wohnlage stammt von Ludwig Schlegel, die Federführung übernahm der Stadtbaurat Karl Erbs. Es sind viergeschossige Bauten mit Flachdächern. Unter dem Dach befinden sich ein Band mit Fenstern zu den Trockenböden. Die Eckbauten sind abgerundet, und durch einen Rücksprung oder durch Balkone abgesetzt. Bis auf den Sockel aus Klinker sind die Fassaden verputzt. | Wohnanlage                                                      |
| 09145684 | Otto-Gartz-Straße 1, 2, 8–35, Kleiststraße 6, 7, 7a, 8, 9, Linienstraße 58–66 (gerade), Otto-Sidow-Straße 1–9 (ungerade), 2–14 (gerade), Tismarstraße 12a–b, 13b–c (Lage) | Wohnanlage für Beschäftigte der Arado-Werke | Erbaut wurde die Wohnanlage ab 1939 von der „Neuen Heimat“. Hier wohnten Beschäftigte der Arado-Werke. Die Anlage besteht aus zwei Blöcken, es sind dreigeschossige Gebäude mit Walmdach. Auf den Dächern befindet sich Gauben. Gegliedert sind die Fassaden durch zweiachsige Risalite mit Giebel. An den Eckhäusern befindet sich Rundbogendurchfahrten. Die Wohnanlage zeigt den Bau von Wohnungen zur Zeit des Nationalsozialismus. | Wohnanlage für Beschäftigte der Arado-Werke                     |
| 09145689 | Rochowstraße 8–10 (Lage) | Wohnhaus | Das Wohnhaus wurde 1907 im Heimatstil erbaut. Es ist ein eingeschossiger Bau mit einem Mansarddach. Im Mansarddach befindet sich ein weiteres Geschoss. An den Seiten und in der Mitte befinden sich halbrunde Vorbauten, hier befinden sich die drei Eingänge. An der Gartenseite befinden sich Wintergärten, vor dem Haus liegt ein Vorgarten. | Wohnhaus                                                        |
| 09145690 | Rochowstraße 11–14 (Lage) | Wohnhaus | Das Wohnhaus wurde 1907 im Heimatstil erbaut. Das Haus enthält vier Wohnungen mit jeweils eigenen Eingangstüren. Es ist ein ein- und zweigeschossiges Haus mit einem Mittelteil und vorgezogenen Seitenflügeln. Über dem Mittelteil befindet sich ein Mansarddach, über den Seitenflügeln Krüppelwalmdächer. Fenster und Türen sind teilweise original erhalten geblieben. | Wohnhaus                                                        |
| 09145691 | Rochowstraße 19, 20 (Lage) | Wohnhaus | Das Wohnhaus ist ein dreigeschossiger Bau mit einem Walmdach. Es ist ein Putzbau mit Kratzputz. Erbaut wurde das Haus im Jahre 1928 vom Beamten-Wohnungs-Verein Brandenburg. Die Fassade ist gegliedert durch zwei risalitähnliche Treppenhäuser, diese werden von einem Spitzgiebel abgeschlossen. An den Seiten der Treppenhäuser befinden sich Pilaster. | Wohnhaus                                                        |
| 09145704 | Wilhelmsdorfer Landstraße 34 (Lage) | Villa | Die Villa wurde 1900 erbaut, hier wohnte der Schlachthofdirektor. Es ist ein eingeschossiger Bau, das Dach ist durch Zwerchgiebel Gauben und Reitern gegliedert. Der Eingang befindet sich an der Westseite, vor dem Eingang ist eine Freitreppe. Aus der Bauzeit erhalten sind die Tür und die Fenster. Im Inneren ist die Raumstruktur, die Türen und der Deckenstuck erhalten geblieben. | Villa                                                           |
| 09145110 | Wilhelmsdorfer Landstraße 38 (Lage) | Verwaltungsgebäude des Schlachthofs | Der Schlachthof wurde von 1889 bis 1890 erbaut. Von den damaligen Bauten ist nur noch das Verwaltungsgebäude vorhanden, die anderen Gebäude wurden wesentlich umgebaut und verändert. Das Verwaltungsgebäude ist ein zweigeschossiger Bau aus roten Ziegeln, das Dach ist ein flaches Walmdach. | weitere Bilder                                                  |
| 09145705 | Wilhelmsdorfer Landstraße 43 (Lage) | Verwaltungsgebäude der Excelsior-Fahrradwerke | Die Excelsior-Werke wurden 1896 gegründet. Im Jahre 1907 zogen dann die Werke in die Gebäude an der Wilhelmsdorfer Landstraße. Im Gegensatz zu den Fabrikhallen ist die Fassade des Verwaltungsgebäudes weitgehend erhalten. Es ist ein dreigeschossiger Bau aus Ziegel. Der Mittelteil mit der Einfahrt bildet ein Mittelrisalit, darüber ein Blendgiebel mit Zinnen. | weitere Bilder                                                  |
| 09145556 | Wilhelmsdorfer Landstraße 63 (Lage) | Zentrale des Konsumvereins „Vorwärts“, bestehend aus: Verwaltungsgebäude, Wohnhaus, Lagergebäude (Lager I und Lager II), Wäscherei, Garagenkomplex, Werkstatt und dem an das Wohnhaus anschließenden Pförtnergebäude | Die Zentrale des Konsumvereins „Vorwärts“ wurde bis 1930 nach Plänen von Rudolf Schröder erbaut. Der Konsumverein versorgte seine Mitglieder mit kostengünstigen Waren. Die Anlage ist im Wesentlichen erhalten geblieben. Die Gebäude unterscheiden sich je nach Funktion, gemeinsam ist, das es Putzbauden mit flachen Dächern sind. | weitere Bilder                                                  |
| 09145706 | Wilhelmsdorfer Straße 1 (Lage) | Villa | Die Villa wurde Anfang des 20. Jahrhunderts erbaut. Im Jahre 1912 wurde die Villa wesentlich erweitert. Es ist ein traufständiger, zweigeschossiger Bau mit einem Satteldach. Auf dem Dach befindet sich neben einer Gaube ein Zwerchhaus. Rechts an der Seite befindet sich der Eingang, davor ist ein Freitreppe. | Villa                                                           |
| 09145036 | Wilhelmsdorfer Straße 2 (Lage) | Mietwohn- und Geschäftshaus | 4 Geschosse, 6 Fensterachsen; erbaut 1901; späthistoristische Fassade | Mietwohn- und Geschäftshaus                                     |
| 09145037 | Wilhelmsdorfer Straße 3 (Lage) | Wohn- und Geschäftshaus | Eckbebauung zur Jahnstraße, 4 Geschosse mit 4 bzw. 7 Fensterachsen zu den Straßenseiten; erbaut um 1900; späthistoristische Fassade | Wohn- und Geschäftshaus                                         |
| 09145546 | Wilhelmsdorfer Straße 17 (Lage) | Mietwohnhaus | 4 Geschosse, 4 Fensterachsen; erbaut um 1880/90 | Mietwohnhaus                                                    |
| 09145547 | Wilhelmsdorfer Straße 18 (Lage) | Mietwohnhaus | 4 Geschosse, 4 Fensterachsen; erbaut um 1880/90 | Mietwohnhaus                                                    |
| 09145548 | Wilhelmsdorfer Straße 19 (Lage) | Mietwohnhaus | 4 Geschosse, 5 Fensterachsen (Erdgeschoss)/6 Fensterachsen (Obergeschosse) sowie Attikageschoss; erbaut um 1890/1900 | Mietwohnhaus                                                    |
| 09145549 | Wilhelmsdorfer Straße 20 (Lage) | Mietwohnhaus | 3 Geschosse, 5 Fensterachsen; erbaut um 1870/80 | Mietwohnhaus                                                    |
| 09145038 | Wilhelmsdorfer Straße 85 (Lage) | Villa Martha | 2 Geschosse, 5 Fensterachsen mit Eckerker, zum Jakobsgraben 2 Geschosse, 7 Fensterachsen unregelmäßig; erbaut um 1900; aufwändige späthistoristische Fassadengliederung mit Neorenaissancegiebeln; Veranda mit Freitreppe | Villa Martha                                                    |
| 09145551 | Ziesarer Landstraße 4 (Lage) | Patzsche Villa mit Parkanlage | Wohnhaus (Villa des Fabrikanten Franz Patz), Holzhaus; erbaut um 1910 im Landhausstil; Schnitzwerk in Jugendstilformen; Parkanlage mit Brunnen | weitere Bilder                                                  |
| 09145612 | Ziesarer Landstraße 20, 22 (Lage) | Wohnhaus mit Garten, Gärtnerhaus, Garage (Nr. 20) und Gartenpavillon (Nr. 20) | | weitere Bilder                                                  |

### Marienberg, Kasernenstadt, Neuendorfer Vorstadt, Brandenburg-Nord
| ID-Nr.   | Lage                                                            | Bezeichnung | Beschreibung | Bild |
| -------- | --------------------------------------------------------------- | --- | --- | --- |
| 09145026 | Am Marienberg 1, 2, Hochstraße 4 (Lage)                         | Wohnanlage | Die Wohnanlage wurde bis 1928 errichtet, der Plan kam vom Stadtbaurat Moritz Wolf. Es sind dreigeschossige Häuer mit Walmdächern. | Wohnanlage |
| 09145025 | Am Marienberg 3, 4, 5, 7, 8, 9 (Lage)                           | Wohnanlage | Ebenso wie die Wohnanlage Am Marienberg 1, 2 Hochstraße 4 wurde die Wohnlage von Stadtbaurat Moritz Wolf geplant. Errichtet wurde die Anlage im Jahre 1928. Es sind drei- und viergeschossige Häuser mit Walmdach. Das Erdgeschoss ist verklinkert, die anderen Geschosse sind verputzt. Die Fassade ist geprägt von dreieckigen Erkern, diese haben ein nach oben und vorne führendes Dach. | Wohnanlage |
| 09145554 | Bergstraße 12 (Lage)                                            | Mietwohnhaus mit Nebengebäuden | Das Wohnhaus wurde gegen Ende des 19. Jahrhunderts im Stiel des späten Historismus erbaut. Es ist ein traufständiger, dreigeschossiger Bau mit einem Satteldach. Die Fassade hat acht Achsen, der Eingang befindet sich in der vierten Achse von links. Diese Eingangsachse ist durch einen Balkon und Säulen am Eingang hervorgehoben. In der rechten Achse befindet sich eine Hofeinfahrt. Die Nebengebäude sind aus der Bauzeit des Wohnhauses. Es handelt sich um ein dreigeschossiger Seitenflügel und zwei Stallscheunen. | Mietwohnhaus mit Nebengebäuden |
| 09145166 | Bergstraße 14 (Lage)                                            | Wohnhaus mit Saalanbau (Kaffeegarten „Graves Berg“) | Das Wohnhaus wurde laut einer Inschrift im Jahre 1756 erbaut, der Saalanbau um 1890/1895. Zur Zeit des Baues des Saalanbaues entstand der Kaffeegarten „Graves Berg“, nach dem Ersten Weltkrieg war es der Königsgarten. Im Jahre 1936 übernahm die Gotthardgemeinde das Haus. Das Wohnhaus ist ein zweigeschossiges Haus mit einem Walmdach. Die Fassade hat fünf Achse. Der Eingang befindet sich an der hinteren Seite des Hauses. Der Anbau hat ein Geschoss, dieses ist recht hoch. | Wohnhaus mit Saalanbau (Kaffeegarten „Graves Berg“) |
| 09145167 | Bergstraße 15 (Lage)                                            | Mietwohnhaus | | Mietwohnhaus |
| 09145595 | Bergstraße 16 (Lage)                                            | Mietwohnhaus | | Mietwohnhaus |
| 09145168 | Bergstraße 17 (Lage)                                            | Mietwohnhaus | | Mietwohnhaus |
| 09145169 | Bergstraße 18 (Lage)                                            | Mietwohnhaus | | Mietwohnhaus |
| 09145170 | Bergstraße 19 (Lage)                                            | Mietwohnhaus | | Mietwohnhaus |
| 09145650 | Damaschkestraße 28 (Lage)                                       | Kleinkinder-Bewahranstalt (Kindergarten) | | Kleinkinder-Bewahranstalt (Kindergarten) |
| 09145031 | Ferdinand-Lassalle-Straße 3–9, Karl-Kautsky-Straße 1, 11 (Lage) | Wohnanlage | Die weithin sichtbare Wohnanlage gibt ein gestalterisch recht heterogenes aber in sich geschlossenes Bild nach außen ab. Beginn der Bebauung war 1912. Es handelt sich um zweigeschossige Mehrfamilienhäuser (mit Dachausbau), teils miteinander verbunden. Ausgehend von der Gartenstadt-Bewegung hat man sich hier einmal mehr an der Wohnungsbau-Reform versucht. | Wohnanlage |
| 09145654 | Gertrud-Piter-Platz (Lage)                                      | Grünanlage | Die Grünanlage des Gertrud-Piter-Platzes wird durch die Magdeburger Straße in einem nördlichen und einen südlichen Teil geteilt. Der nördliche Teil wurde 1901 bis 1902 neu gestaltet. Davor diente der Platz als Stellfläche für die Rahmen der Tuchmacher. Bis in das späte 19. Jahrhundert standen hier drei Höfe. | Grünanlage |
| 09145655 | Gertrud-Piter-Platz (Lage)                                      | Denkmal für die Verfolgten des Naziregimes (VdN) | Der Entwurf für das Denkmal stammt von Hans Klakow. Aufgestellt wurde das Denkmal im Jahre 1959. Erstellt wurde ds Denkmal aus Kunststein, in sechs Szenen wird die Entwicklung vom Nationalsozialismus zum Sozialismus dargestellt. Die Szenen sind: 1. Konzentrationslager, 2. Befreiung der Widerstandskämpfer aus den Zuchthäusern und Konzentrationslagern, 3. Vereinigung der KPD mit der SPD zur Sozialistischen Einheitspartei, 4. Wiederaufbau der Industrie, 5. Bündnis zwischen Arbeiter und Bauer und 6. Erziehung der Jugend. | weitere Bilder |
| 09145044 | Gertrud-Piter-Platz 11 (Lage)                                   | Einstige Parteischule des Zentralkomitees der SED | Die ehemalige Parteischule des Zentralkomitees der SED ist heute das Brandenburgische Oberlandesgericht. Das Gebäude wurde 1954 bis 1956 im Stil des Neoklassizistischen Stil erbaut. Hier stand das ehemalige Garnisonslazaretts. Das Gebäude besteht aus dem dreigeschossigen Hauptflügel und je einen zweigeschossigen Seitenflügel an der Vereinsstraße beziehungsweise an der Magdeburger Straße. | Einstige Parteischule des Zentralkomitees der SED |
| 09145663 | Harlunger Straße 43 (Lage)                                      | Wohnhaus | Das Haus ist ein zweigeschossiges, traufständiges Wohnhaus mit einem Satteldach. Erbaut wurde das Haus um 1880/1890. Die spätklassizistische Fassade hat fünf Achsen und ist verputzt. In der Mitte befindet sich eine Toreinfahrt. | Wohnhaus |
| 09145664 | Harlunger Straße 44 (Lage)                                      | Wohnhaus | Das Haus ist ein zweigeschossiges, traufständiges Wohnhaus mit einem Satteldach. Erbaut wurde das Haus um 1880/1890. Die spätklassizistische Fassade hat fünf Achsen und ist verputzt. In der Mitte befindet sich der Eingang. | Wohnhaus |
| 09145581 | Hochstraße 9 (Lage)                                             | Mietswohnhaus | | Mietswohnhaus |
| 09145582 | Hochstraße 29 (Lage)                                            | Städtisches Krankenhaus bestehend aus Hauptbau, Waschhaus, Isoliergebäude, Krankenbaracke und Erweiterungsbau sowie Einfriedung | Das städtische Krankenhaus wurde 1897 bis 1901 am Südhang des Marienberges erbaut worden. Das Krankenhaus bestand aus vier Gebäuden. Das sind das Haupthaus, das Waschhaus, dem Isoliergebäude und der Leichenhalle. Die Leichenhalle besteht nicht mehr. Von 1925 bis 1927 wurde ein Neubau errichtet. Weiter Erweiterungen folgten in der Zeit von 1933 bis 1945, durch die Rüstungsindustrie in Brandenburg wurden bei angriffen vermehrt Verletzte erwartet. | Städtisches Krankenhaus bestehend aus Hauptbau, Waschhaus, Isoliergebäude, Krankenbaracke und Erweiterungsbau sowie Einfriedung |
| 09145189 | (Lage)                                                          | Schlepp- und Passagierschiff „Nordstern“ mit Dreifach-Expansions-Dampf-Maschine | Der Liegeplatz in Brandenburg liegt am Ende der Karl-Liebknecht-Straße auf der Brandenburger Niederhavel. Es ist ein Schlepp- und Fahrgastschiff mit Dreifachexpansionsdampfmaschine mit Kohlefeuerung, die Maße sind: Länge: 26,37 Meter; Breite: 5,25 Meter. Das Schiff wird als Fahrgastschiff eingesetzt und ist zugelassen für 50 Fahrgäste. Gebaut wurde das Schiff im Jahr 1902. | Schlepp- und Passagierschiff „Nordstern“ mit Dreifach-Expansions-Dampf-Maschine |
| 09145668 | Karl-Marx-Straße (Lage)                                         | Gedenkstein für Karl Marx, an der Einmündung der August-Bebel-Straße | Der Stein wurde 1969 aufgestellt. Es ist ein Findling mit einer Büste von Karl Marx und dessen Lebensdaten. | Gedenkstein für Karl Marx, an der Einmündung der August-Bebel-Straße |
| 09145589 | Luckenberger Straße 2 (Lage)                                    | Gaststätte „Havelschlößchen“ | | Gaststätte „Havelschlößchen“ |
| 09145677 | Luckenberger Straße 10 (Lage)                                   | Mietwohnhaus | | Mietwohnhaus |
| 09145591 | Magdeburger Straße 15 (Lage)                                    | Offizierskasino der Kürassierkaserne | | Offizierskasino der Kürassierkaserne |
| 09145358 | Magdeburger Straße 16, 18, 18a, 19, 19a–b, 21–24 (Lage)         | Artilleriekaserne, bestehend aus Offizierskasino (Nr. 16), vier Mannschaftsgebäuden (Nr. 16, 18, 19, 19a–b, 22, 23, 24), zwei Verheirateten-Wohngebäuden (Nr. 18a, 21), Wirtschaftsgebäude sowie Torgebäude | | Artilleriekaserne, bestehend aus Offizierskasino (Nr. 16), vier Mannschaftsgebäuden (Nr. 16, 18, 19, 19a–b, 22, 23, 24), zwei Verheirateten-Wohngebäuden (Nr. 18a, 21), Wirtschaftsgebäude sowie Torgebäude |
| 09145357 | Magdeburger Straße 49, 50 (Lage)                                | Kürassier-Kaserne, bestehend aus Mannschaftsgebäude, Stallgebäuden, Arresthaus und straßenseitiger Einfriedung (heute Fachhochschule und Rechnungsprüfungsamt) | | Kürassier-Kaserne, bestehend aus Mannschaftsgebäude, Stallgebäuden, Arresthaus und straßenseitiger Einfriedung (heute Fachhochschule und Rechnungsprüfungsamt) |
| 09145679 | Magdeburger Straße 51 (Lage)                                    | Infanterie-Kaserne (heute Landesbehördenhaus) | | Infanterie-Kaserne (heute Landesbehördenhaus) |
| 09145575 | Marienberg (Lage)                                               | Kulturpark Marienberg mit gärtnerischer Gestaltung, Friedenswarte, Südaufgang, Nordaufgang, Wasserhochbehälter, Ehrenmal für die im Zuchthaus Brandenburg-Görden hingerichteten antifaschistischen Widerstandskämpfer (OdF), Leue-Stein, Skulptur „Frieden“ | Der Marienberg ist die höchste Erhebung im Stadtgebiet von Brandenburg. Die Höhe beträgt 79 Meter, es ist eine Endmoräne. Im Jahre 2015 findet hier ein Teil der Bundesgartenschau 2015 statt. Hier wurde auch ein Weinberg angelegt, denn bereits 1173 wurde hier Wein angebaut. Hier befindet sich auch die Friedenswarte. | weitere Bilder |
| 09145587 | Marienberg 1 (Lage)                                             | Ausflugsgaststätte Marienberg | Die Gaststätte wurde 1907 erbaut. Das ehemalige Wärterhäuschen, welches zum Kriegerdenkmal gehörte, wurde dabei erweitert. Es ist eine eingeschossige, mehrflügelige Anlage. Die westlichen Flügel beinhalten die Gasträume, südlich davon befinden sich im Außenbereich Sitzplätze. Die Fassade ist geprägt von bogigen Fenstern in einer Fachwerkkonstruktion. Die Gaststätte ist so ein gutes Beispiel für Ausflugsgaststätten zu Beginn des 20. Jahrhunderts. | Ausflugsgaststätte Marienberg |
| 09145030 | Neuendorfer Straße 69/70 (Lage)                                 | Königliches Proviantmagazin mit Speicher, Lagerhalle, Wohnhaus | Als Königliches Proviantmagazin diente die 1883/84 errichtete Anlage bis zum Jahr 1945. Zur Anlage gehören Speichergebäude, Verwaltungsgebäude und Lagerhalle. Erhalten ist auf der östlichen Seite des Geländes zudem die Begrenzungsmauer aus roten Ziegeln. Speichergebäude: Viergeschossiger gelber Ziegelbau (Hausnummer 69) mit flachem Satteldach (Umbau 1993). Datiert auf 1883/1884. Verwaltungsgebäude/ehemaliges Aufseherhaus (Hausnummer 70): Schlichter eingeschossiger roter Ziegelbau mit Satteldach. Datiert auf 1876/1900. Lagerhalle: Eingeschossiger langgestreckter roter Ziegelbau (Hausnummer 69) mit Satteldach. Das Gebäude begrenzt das Grundstück nach Süden hin. Datiert auf 1876/1900. | weitere Bilder |
| 09145028 | Neuendorfer Straße 71 (Lage)                                    | Villa mit Gartenanlage und Klinker-Einfriedung | | Villa mit Gartenanlage und Klinker-Einfriedung |
| 09145399 | Neuendorfer Straße 73–75 (Lage)                                 | Kammgarnspinnerei Emil Kummerlé, bestehend aus Verwaltungsgebäude sowie straßenseitigen Produktionshallen, Produktionsgebäude an der Havel und Halle im westlichen Teil des Betriebsgeländes | Die Kammgarnspinnerei Emil Kummerlé wurde ab 1879 erbaut. Der Fabrikant verlegte seine Fabrik von Berlin nach Brandenburg. Nach 1945 war hier der VEB Altenburger Wollspinnerei. Im Zweiten Weltkrieg wurde ein Großteil der Gebäude zerstört. Die heute bestehenden Gebäude wurden 1968 wieder aufgebaut. So sind die Produktions- und Lagerhallen und das Verwaltungsgebäude erhalten geblieben. | Kammgarnspinnerei Emil Kummerlé, bestehend aus Verwaltungsgebäude sowie straßenseitigen Produktionshallen, Produktionsgebäude an der Havel und Halle im westlichen Teil des Betriebsgeländes |
| 09145400 | Neuendorfer Straße 82 (Lage)                                    | Wohn- und Geschäftshaus (ab 1928 KPD-Lokal „Jägerhalle“ und Parteibüro, 1932 Bezirksparteischule) | | Wohn- und Geschäftshaus (ab 1928 KPD-Lokal „Jägerhalle“ und Parteibüro, 1932 Bezirksparteischule) |
| 09145681 | Neuendorfer Straße 89a (Lage)                                   | Villa mit Resten der Gartenanlage | | Villa mit Resten der Gartenanlage |
| 09145534 | Nicolaiplatz / Neuendorfer Straße (Lage)                        | Kirche St. Nikolai | Das Gotteshaus wurde erstmals im Jahr 1173 erwähnt. F. Grasow mutmaßt einen Baubeginn um 1170 und zählt damit die Nikolaikirche zu den ältesten Backsteinbauten der Stadt. Der Ort wird aufgelassen, die Kirche wird um 1400 wüst. Im Jahre 1467 wurde die Kirche dann wieder instand gesetzt. Ab den 16. Jahrhundert wurde die Kirche wohl nur noch als Begräbniskapelle genutzt. Seit 1804 liegen immer wieder Berichte vor, das die Kirche baufällig wurde. Ab 1990 übernahm die katholische Gemeinde die Kirche und sanierte die Kirche. | weitere Bilder |
| 09145642 | Nicolaiplatz (Lage)                                             | Skulptur Paris | Die aus dem Jahr 1912 stammende Marmor-Skulptur Paris stand bis 1945 in der Grabenpromenade. Paris stellt die Kopie einer Skulptur wurde von August Wredow dar (1837). | Skulptur Paris |
| 09145641 | Nicolaiplatz 1 (Lage)                                           | Grünanlage, Kiosk, Pergola und zwei Pavillons | Erbaut 1926 als (ausgehend vom Marienberg) südliches Ende der Gartenachse. Ziegelbauten mit steilem und großzügig überstehendem Walmdach. | Grünanlage, Kiosk, Pergola und zwei Pavillons |
| 09145555 | Nicolaiplatz 8 (Lage)                                           | Wohn- und Geschäftshaus | | Wohn- und Geschäftshaus |
| 09145568 | Nicolaiplatz 19 (Lage)                                          | Altstädtische Bürgerschule mit Turnhalle | | Altstädtische Bürgerschule mit Turnhalle |
| 09145682 | Nicolaiplatz 27, 28, 30 (Lage)                                  | Strafanstalt Brandenburg (Ausbau zur Vernichtungsstätte im Rahmen der „Euthanasie-Aktion T 4“) mit Hauptgebäude der Strafanstalt, Anstaltsküche, Hauswerkstätten, Resten von Umfassungsmauern, Direktorenwohnhaus; Rückwand der ehemaligen Gaskammer mit Gedenkstätte und Gedenktafel für die Euthanasieopfer, an der straßenseitigen Umfassungsmauer und Ehrentafel für Gertrud Piter | | Strafanstalt Brandenburg (Ausbau zur Vernichtungsstätte im Rahmen der „Euthanasie-Aktion T 4“) mit Hauptgebäude der Strafanstalt, Anstaltsküche, Hauswerkstätten, Resten von Umfassungsmauern, Direktorenwohnhaus; Rückwand der ehemaligen Gaskammer mit Gedenkstätte und Gedenktafel für die Euthanasieopfer, an der straßenseitigen Umfassungsmauer und Ehrentafel für Gertrud Piter |
| 09145592 | Wallpromenade 1 (Lage)                                          | Villa | Das mit einem Walmdach versehene zweigeschossige Wohnhaus (Ziegelbau) stammt aus dem Jahr 1915. | Villa |
| 09145593 | Wallpromenade 2 (Lage)                                          | Villa | Das Jahr der Erbauung wird mit ungefähr 1910 angegeben. Ein- und zweigeschossiger Ziegelbau, der über ein Mansarddach verfügt. | Villa |
| 09145707 | Willi-Sänger-Straße 17 (Lage)                                   | Hauptfriedhof mit Krematorium | Der Hauptfriedhof wurde 1925/1926 nach Entwurf von Stadtbaurat Moritz Wolf angelegt. Das Krematorium ist eine mehrflügelige Baugruppe aus hell verputzten Ziegelbauten. So ist die Anlage je nach Funktion getrennt. Die Innenausstattung aus der Bauzeit ist vom Bildhauer Albert Caasmann und vollständig erhalten. | Hauptfriedhof mit Krematorium |
| 09145708 | Willi-Sänger-Straße 17 (Lage)                                   | Gedenktafel | Gedenktafel für hingerichtete französische Deportierte. Sie steht am Urnenhain. Datierung unbekannt. | weitere Bilder |
| 09145550 | Willi-Sänger-Straße 19 (Lage)                                   | Wohnhaus eines Gehöfts | Das Haus liegt am östlichen Fuß des ehemaligen Weinberges. Es hat ein zweiteiliges Hauptgebäude, ein eingeschossiger traufständiger Bau und ein über quadratischem Grundriss errichtetes zweigeschossiges Haus. Auffallend ist das massive Fachwerk im Obergeschoss und Dachstuhl. Im Kern wurde das Haus wahrscheinlich im 18. Jahrhundert erbaut. Barocke Details sind im Inneren erhalten. | Wohnhaus eines Gehöfts |

### Siedlung und Industrie westlich der Städtebahn
| ID-Nr.   | Lage | Bezeichnung | Beschreibung | Bild |
| -------- | --- | --- | --- | --- |
| 09145617 | August-Sonntag-Straße 3, 5 (Lage) | Stahl- und Walzwerk Brandenburg, Siemens-Martin-Ofen Nr. XII und Stahlwerkshalle einschließlich Grundausrüstung (heute Industriemuseum Brandenburg)       | | weitere Bilder |
| 09145414 | Caasmannstraße 1 (Lage) | Gaswerk, mit Verwaltungsgebäude, Kesselhaus, Trockenreinigerhaus, Dienstgebäude (Nr. 2) und Einfriedung                                                   | | Gaswerk, mit Verwaltungsgebäude, Kesselhaus, Trockenreinigerhaus, Dienstgebäude (Nr. 2) und Einfriedung                                    |
| 09145537 | Dreifertstraße 1–25, 27–69 (ungerade), 75–97 (ungerade), 130–156 (gerade), Friedrich-Engels-Straße 61–79, Gobbinstraße 7–42, Gustav-Nachtigall-Straße 2–22 (gerade), Oldenburger Straße 1–5, 7, Sachsenstraße 2, 4 (Lage) | Walzwerksiedlung mit Trafohaus zur Energieversorgung der Siedlung                                                                                         | Ab 1931/1932 wurde bereits eine Siedlung geplant. Von 1938 bis 1939 wurde die Siedlung dann gebaut. Die Walzwerksiedlung wurde für die Belegschaft der Brandenburger Rüstungsindustrie erbaut. Die Randbebauung der Siedlung ist dreigeschossig, in der Mitte befinden sich zweigeschossige Gebäude. Die Häuser sind mit Klinker verkleidet, die Fassaden sind durch Klinker gegliedert. Die Abbildung zeigt die Gobbinstraße Richtung Dreifertstraße. | Walzwerksiedlung mit Trafohaus zur Energieversorgung der Siedlung                                                                          |
| 09145588 | Einsteinstraße (Lage) | Neuer Altstädtischer Friedhof (heute Altstadt-Friedhof) mit neogotischer Friedhofskapelle, Grabstätten und Einfriedungsmauer                              | Der Friedhof wurde in den Jahren 1880/1881 angelegt. | Neuer Altstädtischer Friedhof (heute Altstadt-Friedhof) mit neogotischer Friedhofskapelle, Grabstätten und Einfriedungsmauer               |
| 09145652 | Einsteinstraße (Lage) | Grabstätten von Gertrud Piter und Paul Redlich, auf dem Neuen Altstädtischen Friedhof (heute Altstadt-Friedhof)                                           | Die Grabstätten von Gertrud Piter und Paul Redlich gleichen sich in der Gestaltung. Beide sind mit einer Stele aus Holz geschmückt. Auf der Stele befindet sich ein Relief aus Hammer und Sichel, darunter die persönlichen Daten. Gertrud Piter war eine KPD-Stadtverordnete, sie wurde am 22. September 1933 im Konzentrationslager an der Neuendorfer Straße ermordet. Paul Redlich starb am 3. März 1944. Über die Umstände des Todes ist nichts bekannt. | weitere Bilder |
| 09145573 | Einsteinstraße 46, 46a–e, 50–74 (gerade) (Lage) | Kasernenanlage, bestehend aus Kommandantenhaus, vier Mannschaftsgebäuden, Küchenhaus, Sanitätshaus und Pferdestall                                        | Die Kasernenanlage ist in den 1930er Jahren entstanden. | Kasernenanlage, bestehend aus Kommandantenhaus, vier Mannschaftsgebäuden, Küchenhaus, Sanitätshaus und Pferdestall                         |
| 09145669 | Klingenbergstraße (hinter Hausnummer 6) (Lage) | Umspannwerk | Das Umspannwerk wurde um 1925 erbaut. Gleichzeitig wurde eine Fernleitung vom Kraftwerk Zschornewitz errichtet. Grund der Errichtung des Umspannwerkes war der Bedarf an Strom der Großindustrie. Der Gebäudekomplex wurde aus roten Ziegeln errichtet. Er besteht aus dem Hauptbau, hier fand die die Abspannung statt, und dem Schalthaus. Hier wurde der Strom verteilt. Dazwischen befinden sich noch Trafozellen. | Umspannwerk |
| 09145670 | Klingenbergstraße 69 (Lage) | Klingenberg-Schule | Die Klinkenbergschule wurde 1949 erbaut. Es ist somit der erste Schulbau nach dem Zweiten Weltkrieg in der Stadt. Die Schule hat einen doppelten L-förmigen Grundriss. Der Hauptbau ist zweigeschossig, dazu befindet sich eine Turnhalle auf dem Grundstück. An der Nordseite befinden sich der Schulhof und ein Sportplatz. Umgeben ist die Schule von einer Grünanlage. | Klingenberg-Schule |
| 09145538 | Magdeburger Landstraße 7–13 (ungerade), Carl-Reichstein-Straße 7, 9, Friedrich-Franz-Straße 18, 22, August-Sonntag-Straße 6 (Lage)                                                                                        | Stahl- und Walzwerk Brandenburg, bestehend aus Hauptverwaltung, zwei Nebengebäuden der Hauptverwaltung, Klubhaus, Rundbau, Gebäude der Produktionsleitung | Zum Stahl- und Walzwerk Brandenburg gehört heute das Industriemuseum Brandenburg. Hier steht der letzte Siemens-Martin-Ofen Westeuropas. | weitere Bilder |
| 09145034 | Magdeburger Landstraße 102–122 (gerade), Bayernstraße 1–12, Frankenstraße 1–35, Thüringer Straße 21–47 (ungerade), 42–68 (gerade) (Lage)                                                                                  | Wilhelmshof, Werkssiedlung des Deutsch-Luxemburgischen Walzwerks einschließlich der Katholischen Kirche St. Bernhard (Thüringer Straße 68)                | Wohnhäuser, erbaut 1918/1919 als Werkssiedlung für das Stahl- und Walzwerk der Deutsch-Luxemburgische Bergwerks- und Hütten-AG mit der Katholischen Kirche St. Bernhard | Wilhelmshof, Werkssiedlung des Deutsch-Luxemburgischen Walzwerks einschließlich der Katholischen Kirche St. Bernhard (Thüringer Straße 68) |
| 09145678 | Magdeburger Landstraße 124 (Lage) | Heinrich-Heine-Oberschule | Am 20. April 1938 wurde die Schule unter dem Namen Hans-Schemm-Schule eingeweiht. Nach Kriegsende wurde die Schule von der Roten Armee besetzt, diente zwischenzeitlich als Lazarett, eröffnete aber bald danach als Quenzschule wieder. Im Jahr 1950 wurde sie in Heinrich-Heine-Schule umbenannt. 1990 wurde sie umbenannt in Gesamtschule Walzwerksiedlung/Grundschule 13, erhielt aber drei Jahre später den alten Namen zurück. Im Jahr 2007 wurde die Heinrich-Heine-Schule geschlossen. Am 11. September 2009 wurde die Schule unter dem Namen Havelschule als Förderschule wieder eröffnet. | Heinrich-Heine-Oberschule |
| 09145539 | Thüringer Straße 9 (Lage) | Christuskirche und Gemeindezentrum | | Christuskirche und Gemeindezentrum |

### Görden
Görden liegt nordöstlich der Altstadt von Brandenburg an der Havel. Görden war eine slawische Siedlung. Urkundlich erwähnt wurde Görden im Jahre 1161. Im Jahre 1336 bestand das Dorf aus einem Hof, im gleichen Jahrhundert fiel der Hof wüst.
| ID-Nr.   | Lage | Bezeichnung | Beschreibung | Bild |
| -------- | --- | --- | --- | --- |
| 09145644 | Anton-Saefkow-Allee (Lage) | Panzerdenkmal T-34, Nr. 35 | Der Panzer ist ein T-34, er hat die Nummer 35. Das Denkmal wurde am 27. April 1980 eingeweiht. Dieser Panzer war bei der Stürmung des Zuchthauses Brandenburg am 27. April 1945 dabei. Dabei wurden im Wesentlichen politische Gefangene befreit. Der Panzer befindet sich auf einem Sockel, das Rohr auf die Haftanstalt gerichtet. Vorne an dem Sockel ist eine Tafel mit folgender Inschrift angebracht: „Dank Euch Ihr Sowjetsoldaten des 32. Garde-Panzerregimentes und des 62. Garde-Kavallerieregimentes für die Befreiung der antifaschistischen Widerstandskämpfer aus dem ehemaligen faschistischen Zuchthaus Brandenburg am 27.4.1945“. | weitere Bilder |
| 09145645 | Anton-Saefkow-Allee (Lage) | Gedenkstein für die im Zuchthaus Brandenburg hingerichteten Widerstandskämpfer (FIR = Fédération Internationale de Résistants) | Der Gedenkstein befindet sich in der Nähe des Panzers T-34 gegenüber der Justizvollzugsanstalt. Eingeweiht wurde der Gedenkstein am 12. Oktober 1958. Auf vier Sockeln steht eine Tafel aus Porphyr. Die Inschrift lautet: „Für die vom Faschismus ermordeten 1798 Widerstandskämpfer. Ihre Taten waren gute Taten“. | Gedenkstein für die im Zuchthaus Brandenburg hingerichteten Widerstandskämpfer (FIR = Fédération Internationale de Résistants) |
| 09145163 | Anton-Saefkow-Allee 2, Klinikallee 50–52, 54–56, 58–59 (Lage)                                                                           | Landesirrenanstalt Görden (heute Asklepios-Klinik Brandenburg) | Die Landesanstalt wurde 1911–1915 nach Plänen von Theodor Goecke erbaut. Nach Baufertigstellung wurde die Anlage als Lazarett genutzt. Ab 1919 wurde dann der erste psychisch kranke Patient in die Klinik verlegt. Heute befindet sich hier das Asklepios Fachklinikum Brandenburg. | weitere Bilder |
| 09145042 | Anton-Saefkow-Allee 4a–d, 6–18, 26–36 (gerade) (Lage)                                                                                   | Beamtensiedlung des Zuchthauses Görden | | weitere Bilder |
| 09145282 | Anton-Saefkow-Allee 22 (Lage) | Zuchthaus Görden (heute Justizvollzugsanstalt) | Die Justizvollzugsanstalt wurde von 1928 bis 1935 erbaut. | weitere Bilder |
| 09145649 | Brahmsstraße (Lage) | Gedenkstätte für Zwangsverschleppte osteuropäischer Herkunft (Ehrenfriedhof der Deportierten) | | Gedenkstätte für Zwangsverschleppte osteuropäischer Herkunft (Ehrenfriedhof der Deportierten)                                  |
| 09145846 | Eichendorffweg 3 (Lage) | Oberförsterei Görden, bestehend aus Wohnhaus und Nebengebäude | | weitere Bilder |
| 09145658 | Gördenallee (Lage) | Gedenkstein Georgi Dimitroff, zwischen Nr. 100 und 108 | | Gedenkstein Georgi Dimitroff, zwischen Nr. 100 und 108                                                                         |
| 09145212 | Gördenallee 137–143 (ungerade) (Lage)                                                                                                   | Mietwohnhäuser | | Mietwohnhäuser |
| 09145463 | Pflegerdorf 1–2, 2a, 3–24, 25–71 (ungerade), Quenzweg 11–11a, 12, 13–13a, 14–14a, 15. 16–16a, 17–17a, 18, 19–19a, 20–20a, 21, 22 (Lage) | Wohnsiedlung für die unteren Angestellten der Landesirrenanstalt Görden | | Wohnsiedlung für die unteren Angestellten der Landesirrenanstalt Görden                                                        |
| 09145039 | Rotdornweg 1–20 (Lage) | Zollbau-Siedlung Memelland | Die Zollbausiedlung Memelland wurde in den Jahren 1923/24 erbaut, es sind die Häuser der westlichen Straßenseite, die denkmalgeschützt sind. | Zollbau-Siedlung Memelland |
| 09145635 | Upstallstraße 18 (Lage) | Trieb- und Beiwagen der städtischen Straßenbahn: Triebwagen Nr. 30 (Baujahr 1912), Triebwagen 125 (Gotha, Baujahr 1964), Beiwagen 261 (CKD, Baujahr 1968), Beiwagen 273 (CKD, Baujahr 1967), Triebwagen Nr. 42 (Lowa, Baujahr 1954) (alte Adresse: Bauhofstraße 4) | | weitere Bilder |

### Beetzsee und Krakauer Vorstadt
| ID-Nr.   | Lage                           | Bezeichnung | Beschreibung | Bild                                                                 |
| -------- | ------------------------------ | --- | --- | -------------------------------------------------------------------- |
| 09145571 | Alte Krakauer Straße 18 (Lage) | Villa | | Villa                                                                |
| 09145643 | An der Regattastrecke (Lage)   | Regattastrecke mit Zielrichterturm, Aufenthalts- und Umkleidegebäude, Restaurant, Kiosk, Kassenhäuschen, Skulptur eines Ruderers | Die Regattastrecke wurde im Jahre 1969 erbaut. Der Entwurf stammt von Hartmut Töpel.                                                                   | weitere Bilder                                                       |
| 09145648 | Beetzseeufer (Lage)            | Promenadenanlage | | Promenadenanlage                                                     |
| 09145672 | Krakauer Landstraße 3 (Lage)   | Fassade des Wohn- und Geschäftshauses                                                                                            | | Fassade des Wohn- und Geschäftshauses                                |
| 09145673 | Krakauer Landstraße 8 (Lage)   | Mietwohnhaus | | Mietwohnhaus                                                         |
| 09145317 | Krakauer Landstraße 30 (Lage)  | Villa Silbermann mit Pförtnerhäuschen und den Resten des Privatbades                                                             | Pförtnerhaus der Hutfabrik um 1880; Fabrikantenvilla um 1890; Freibad mit Umkleide- und Gewächshaus um 1937/1939 von Hans Scharoun und Hermann Mattern | Villa Silbermann mit Pförtnerhäuschen und den Resten des Privatbades |
| 09145674 | Krakauer Straße 15 (Lage)      | Ruderklubhaus | | Ruderklubhaus                                                        |
| 09145319 | Krakauer Straße 23 (Lage)      | Villa | | Villa                                                                |
| 09145603 | Krakauer Weg 11 (Lage)         | Wohnhaus | Das auf 1921/1925 datierte Haus (Ziegelbau) ist zweigeschossig und besitzt ein Satteldach.                                                             | weitere Bilder                                                       |
| 09145703 | Weseramer Straße 1 (Lage)      | Bahnhof Krakauer Tor: Stationsgebäude der Kleinbahnlinie Brandenburg-Röthehof                                                    | Der Bahnhof wurde 1901 erbaut. | weitere Bilder                                                       |

## Aus der Denkmalliste gelöschte Objekte
| ID-Nr. | Lage                                                                  | Bezeichnung                                                                               | Beschreibung                                                                          | Bild |
| ------ | --------------------------------------------------------------------- | ----------------------------------------------------------------------------------------- | ------------------------------------------------------------------------------------- | --- |
|        | Gördenallee 147 Siedlung und Industrie westlich der Städtebahn (Lage) |                                                                                           | gelöscht am 24. März 1993                                                             | |
|        | Gutenbergstraße 35 Wilhelmsdorfer Vorstadt (Lage)                     | Mietwohnhaus                                                                              | Das Haus wurde um 1910 erbaut. Aus der Denkmalliste gelöscht wurde es am 8. Mai 2001. | [[Vorlage:Bilderwunsch/code!/C:52.407575,12.555698!/D:Gutenbergstraße 35 Wilhelmsdorfer Vorstadt, Mietwohnhaus!/\|BW]]         |
|        | Hauptstraße 38 Wilhelmsdorfer Vorstadt (Lage)                         |                                                                                           | gelöscht am 19. Dezember 1995                                                         | [[Vorlage:Bilderwunsch/code!/C:52.410131,12.559585!/D:Hauptstraße 38 Wilhelmsdorfer Vorstadt,!/\|BW]]                          |
|        | Neustädtische Heidestraße 71 Wilhelmsdorfer Vorstadt (Lage)           |                                                                                           | gelöscht am 15. Dezember 1997                                                         | [[Vorlage:Bilderwunsch/code!/C:52.405597,12.559679!/D:Neustädtische Heidestraße 71 Wilhelmsdorfer Vorstadt,!/\|BW]]            |
|        | Potsdamer Straße 16 (Lage)                                            | Gedenktafel für den ersten auf dem Territorium der Stadt gefallenen sowjetischen Soldaten |                                                                                       | BW |
|        | Vereinsstraße 15 Marienberg (Lage)                                    | Wohnhaus                                                                                  |                                                                                       | Wohnhaus |
|        | Vereinsstraße 16 Marienberg (Lage)                                    | Wohnhaus                                                                                  |                                                                                       | Wohnhaus |
|        | Vereinsstraße 27 Marienberg (Lage)                                    | Wohnhaus                                                                                  | Gelöscht am 10. Februar 1995                                                          | Wohnhaus |
|        | Wilhelm-Weitling-Straße (Marienberg) (Lage)                           | Straßenzug mit Miethäusern                                                                | gelöscht am 1. April 1996                                                             | [[Vorlage:Bilderwunsch/code!/C:52.408216,12.538994!/D:Wilhelm-Weitling-Straße (Marienberg), Straßenzug mit Miethäusern!/\|BW]] |